# Daniel Ramírez Monroy
Roberto Daniel Ramírez (18 de junio de 1993, Ciudad de México, México) es un futbolista mexicano que actualmente se encuentra sin equipo. Lo debutó Antonio Torres Servín con Pumas en el Apertura 2013, el 31 de julio en un Toluca 0-0 UNAM sustituyento a Martín Bravo en el minuto 87.
Ramírez en su lapso como jugador auriazul logró anotar a Cruz Azul, Chivas y América en el mismo torneo (Clausura 2014).

## Clubes
| Club                      | País   | Año         | PJ | Anotado |
| ------------------------- | ------ | ----------- | -- | ------- |
| Pumas UNAM                | México | 2012 - 2015 | 48 | 6       |
| Coras de Tepic            | México | 2015 - 2016 | 10 | 1       |
| Reynosa FC                | México | 2016 - 2017 | 30 | 9       |
| Deportivo Tepic           | México | 2017        | 17 | 7       |
| UNAM                      | México | 2018        | 3  | 0       |
| Celaya FC                 | México | 2018 - 2019 | 9  | 2       |
| Industriales de Naucalpan | México | 2021        | 3  | 3       |

### Distinciones individuales
| Distinción                         | Año  |
| ---------------------------------- | ---- |
| Campeón de goleo del Torneo Sub-20 | 2013 |

## Polémica
El 21 de abril del 2014 Daniel Ramírez entró en polémica al afirmar en una conferencia de prensa que Ángel González el "Coca", quien era director de reclutamiento y visorias del Pachuca cuando Ciudad Juárez era una filial del club, le pidió 10 mil pesos para pertenecer al equipo.
Tras dicha declaración, Grupo Pachuca y el Club Pachuca dan a conocer que el "Coca" es cesado de su cargo como coordinador de visorías de la institución. Desde ese entonces, la carrera de Daniel Ramírez vino a la baja, al parecer por presiones de la Femexfut por haber destapado la coladera y mostrar la manera turbia en como se maneja el fútbol profesional en la Liga MX, dónde la corrupción impera a varios niveles.